# Elmaçukuru, Abana
Elmaçukuru là một xã thuộc huyện Abana, tỉnh Kastamonu, Thổ Nhĩ Kỳ. Dân số thời điểm năm 2008 là 34 người.